# الناصرية (أسيوط)
قرية الناصرية هي إحدى القرى التابعة لمركز الفتح في محافظة أسيوط في جمهورية مصر العربية. حسب إحصاءات سنة 2013، بلغ إجمالي السكان في الناصرية 350221.5 نسمة، منهم 185921رجل 164.300.5 امرأة.